# Henri Ternaux-Compans

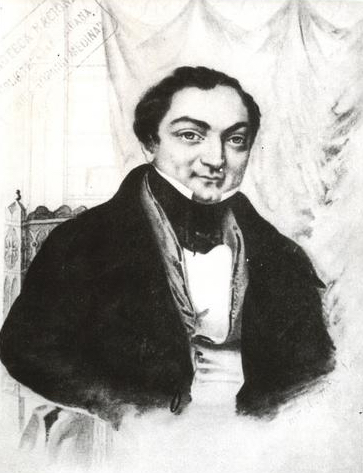

Charles Henri Ternaux (geb. 29. April 1807 in Paris; gest. 29. Oktober 1864 in Castelbiague) genannt Ternaux-Compans, war ein französischer Reisender, Diplomat, Historiker und Übersetzer, der sich für die Entdeckungsgeschichte Amerikas interessierte.

## Leben und Wirken
Henri Ternaux-Compans wurde 1807 in Paris geboren. Nachdem er sein Studium in Paris beendet hatte, trat er in den diplomatischen Dienst ein und war Sekretär der Botschaften in Madrid und Lissabon und Chargé d’Affaires in Brasilien. Er zog sich aber ins Privatleben zurück und reiste mehrere Jahre durch Spanien und Südamerika und forschte in den Staatsbibliotheken. Gegen Ende der Herrschaft von Louis-Philippe wurde er zum Abgeordneten gewählt, er kehrte aber bald wieder zu seinen Studien zurück.
Ternaux-Compans sammelte und veröffentlicht eine wertvolle Reihe von Arbeiten bezüglich der Entdeckung und frühen Geschichte von Südamerika und ist insbesondere für seine umfangreiche Sammlung Voyages, relations et mémoires originaux pour servir à l’histoire de la découverte de l’Amérique mit Materialien zur Entdeckungsgeschichte Amerikas und seinen Essay über das alte Cundinamarca bekannt.
Er übersetzte zahlreiche Reiseberichte aus dem Spanischen und Englischen ins Französische.
Ternaux-Compans erhielt aus der Hand von König Christian VIII. von Dänemark am 1. Dezember 1841 die erste von ihm neu gestiftete Verdienstmedaille Ingenio et arti.
Ternaux-Compans war der Sohn von Étienne Nicolas Louis Ternaux, der Bruder des Historikers Mortimer Ternaux, Neffe des Industriellen Guillaume Louis Ternaux, Vater von Maurice Ternaux-Compans und Schwiegersohn des Generals Jean Dominique Compans.
Er war mit Louise Adolphine Compans, der Tochter des Generals verheiratet. Sie sind zusammen auf dem Pariser Cimetière d’Auteuil begraben.

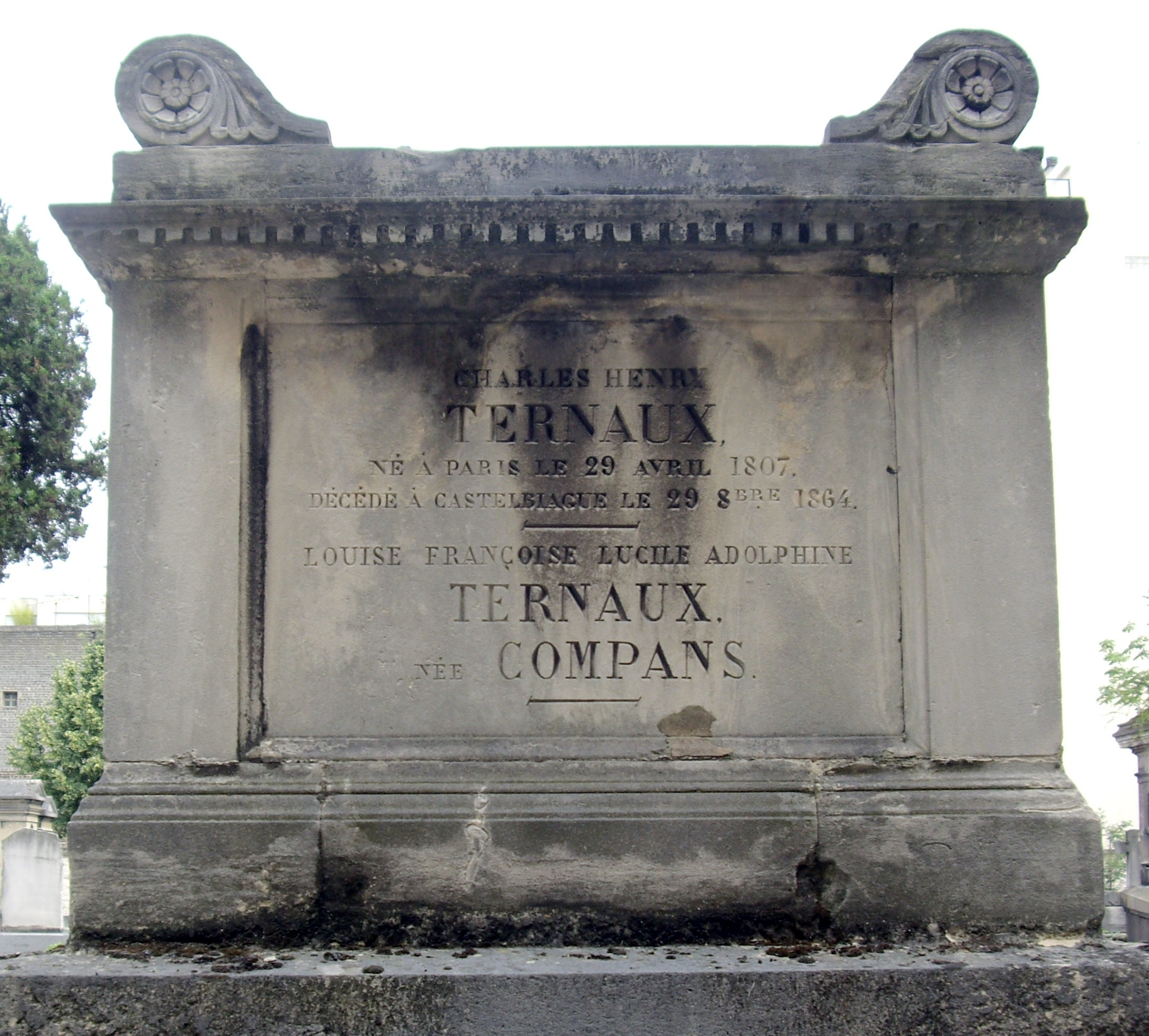
Grab von Henri Ternaux-Compans und seiner Frau auf dem Pariser Cimetière d’Auteuil

## Werke
- Bibliothèque Americaine, ou catalogue des ouvrages relatifs à l’Amérique depuis sa découverte en 1493, jusqu'en l’an 1700. Paris 1836
- Voyages, relations et mémoires originaux pour servir à l’histoire de la découverte de l’Amérique. 10 vols., 1836–38; 2d series, 10 vols., 1839–40
- Archives des voyages, ou collection d’anciennes relations inédites. 2 vols., 1840–41
- Recueil de documents et mémoires originaux sur l’histoire des possessions Espagnoles dans l’Amérique à diverses époques de la conquête. 1840
- Essai sur la théogonie Mexicaine. 1840
- Essai sur l’ancien Cundinamarca. 1862
- Notice historique sur la Guyane Française. 1863
- Histoire du Mexique par Don Alvaro Tezozomac. 2 vols., 1849.

Übersetzungen
- Álvar Núñez Cabeza de Vaca: Naufrages et relation du voyage fait en Floride, 1837; Paris: Fayard, 1980. Paru également sous le titre Relation et commentaires du gouverneur Alvar Nuñez Cabeza de Vaca sur les deux expéditions qu’il fit aux Indes, Paris: Mercure de France, 1980; 2003 Google Books
- Don Juan de Vargas: Les Aventures de Don Juan de Vargas, racontées par lui-même, 1853; Millwood (N.Y.): Kraus reprint, 1982 Google Books
- Fernando Alvarado Tezozómoc: Histoire du Mexique, Paris: Arthus-Bertrand, 2 vol., 1847–1849 Google Books 1
- Anello Oliva: Histoire du Pérou, Paris: P. Jannet, 1857 Google Books
- Hans Staden: Véritable histoire et description d’un pays habité par des hommes sauvages, nus, féroces et anthropophages, situé dans le nouveau monde nommé Amérique, inconnu dans le pays de Hesse avant et depuis la naissance de Jésus-Christ jusqu'à l’année dernière, Paris: Métailié, 1979
- Francisco de Xerez: Relation véridique de la conquête du Pérou et de la province de Cuzco nommée Nouvelle-Castille, subjuguée par François Pizarre, Paris: Métailié, 1982
- Ulrich Schmidel: Voyage curieux au río de la Plata: 1534–1554, Paris: Utz: UNESCO, 1998
- Pêro de Magalhães de Gândavo: Histoire de la province de Santa Cruz que nous nommons le Brésil, Nantes: Le Passeur, 1995
- Gonzalo Fernández de Oviedo y Valdés: Singularités du Nicaragua, Paris: Chandeigne; Marne-la-Vallée: Presses universitaires de Marne-la-Vallée, 2002